# Kaitasaari (ö i Kymmenedalen)
Kaitasaari är en ö i Finland. Den ligger i vattendraget Pitkä-Kymi och i kommunen Kouvola i den ekonomiska regionen  Kouvola ekonomiska region  och landskapet Kymmenedalen, i den södra delen av landet, 110 km öster om huvudstaden Helsingfors. Öns area är 0,2 hektar och dess största längd är 160 meter i sydöst-nordvästlig riktning.